# Dieppe-sous-Douaumont
Dieppe-sous-Douaumont – miejscowość i gmina we Francji, w regionie Grand Est, w departamencie Moza.
Według danych na rok 1990 gminę zamieszkiwało 170 osób, a gęstość zaludnienia wynosiła 11 osób/km² (wśród 2335 gmin Lotaryngii Dieppe-sous-Douaumont plasuje się na 875. miejscu pod względem liczby ludności, natomiast pod względem powierzchni na miejscu 322.).